# 二裂果蝇
二裂果蝇是果蝇科的一个物种。此物种的雄性的精子细胞是所有已知物种里最长的，伸开时可达5.8 cm。细胞的长度主要集中在尾部，但转给雌性时尾部会纠缠盘卷。雄性在一生中只能制造几百个这样的细胞。果蝇属其他成员的精子同样量少、巨大，二裂果蝇的是最大的。